# 流浪漢世界盃
《流浪漢世界盃》是香港影音使團於2009年公映的電影。本片故事改編自由香港街頭露宿者組成的曙光足球隊參加無家者世界盃的事蹟。

## 劇情大綱
「燈籠街」這名字，似乎就是代表著「被遺忘」的意思，華燈初上，就會看到這裏住滿了以街當屋、以地當床，來自五湖四海的各路人物，彷彿時間都停頓在這裏，與外面的世界隔絕一樣。
但「天無絕人之路，蒼天總會為人預備出路！」，一位熱心社工張健東，因被挪亞之家的老牧師所感染，自少立志要為社會上最難接觸的街頭流浪者，傾盡自己的一生，尋找圈外的羊。
為了點燃一顆顆流浪的心靈，他召集流浪漢組成看似荒謬絕倫的「晨光足球隊」，希望能衝出香港，參加第一屆的「流浪漢世界盃」。一班烏合之眾拉集成軍，奇幻之旅就此展開，球場及人生的大戰也一觸即發。抱著永不放棄的精神，這群流浪漢能否還自己一個奇蹟呢？

## 角色
以下演員均為天主教徒以及基督徒。
| 演員             | 角色           | 身分                                                  |
| ---------------- | -------------- | ----------------------------------------------------- |
| 孫耀威           | 張健東         | 社工 晨光足球隊召集人                                 |
| 黎姿             | Amanda Liu     | 心理治療師、東之好友 晨光足球隊心理治療師             |
| 張晉             | 林世榮         | 前甲組球員、釋囚 燈籠街露宿者、晨光足球隊隊長         |
| 唐劍康（Donald） | Sunny          | 實習社工、東之助手                                    |
| 林嘉華           | 傻豹           | 燈籠街露宿者、翻版光碟小販 晨光足球隊球員             |
| 劉以達           | 牛華           | 破產酒樓老闆 晨光足球隊球員                           |
| 黃又南           | 耷頭           | 燈籠街露宿者、吸毒者 晨光足球隊球員                   |
| 文千歲           | 幫主           | 燈籠街幫主、露宿者 晨光足球隊榮譽隊員                 |
| 黃德斌           | 巴士佬         | 前巴士車長、燈籠街露宿者 晨光足球隊球員               |
| 吳中天           | 初四           | 特殊恐懼症及讀寫障礙患者、巴士佬之誼弟 晨光足球隊門將 |
| 裴唯瑩           | 蝌蚪           | 曾離家出走少女、榮之好友                              |
| 元華             | 老牧師（波叔） | 挪亞之家創辦人 晨光足球隊贊助人                       |
| 王志安（Otto）   | Paul少         | 有錢人家青年、街霸足球隊隊長                          |
| 許紹雄           | 司徒sir        | 社區中心上司                                          |
| 鄭子誠           | Sam            | 足球教練、東之好友                                    |
| 黃智賢           | 主持人         |                                                       |

## 外部連結
- 《流浪漢世界盃》官方網站 （页面存档备份，存于）（中文）
- 燭光 - 孫耀威 (流浪漢世界盃電影主題曲) （中文）
- 豆瓣电影上《流浪漢世界盃》的資料 （简体中文）
- 时光网上《流浪漢世界盃》的資料（简体中文）
- AllMovie上《流浪漢世界盃》的资料（英文）
- 香港影庫上《流浪漢世界盃》的資料（繁體中文）
- 互联网电影数据库（IMDb）上《流浪漢世界盃》的资料（英文）